# Joseph Severn

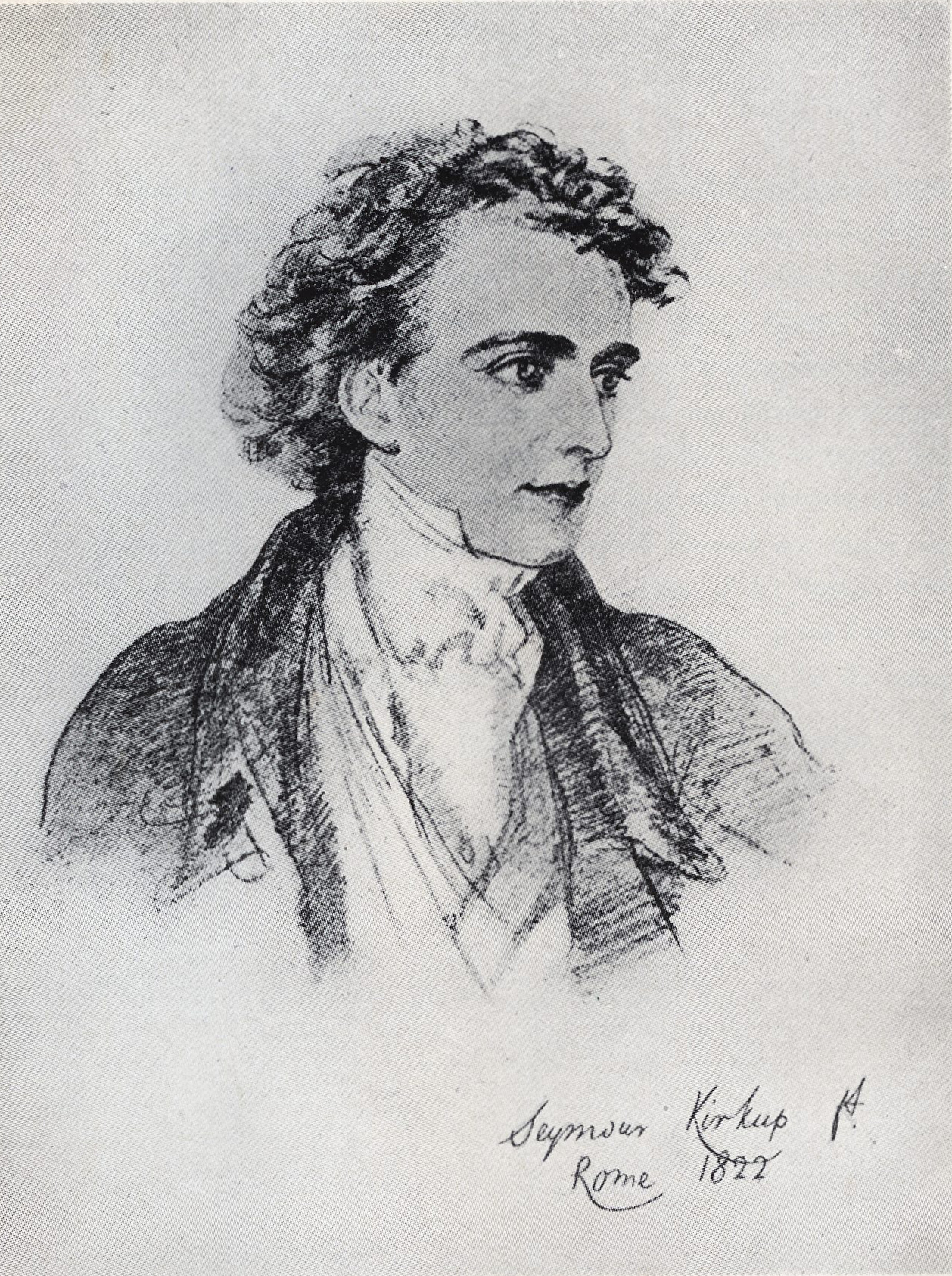
Portret van Joseph Severn door Seymour Kirkup, 1822

Joseph Severn (Londen, 7 december 1793 – Rome, 3 augustus 1879) was een Engelse kunstschilder uit de romantische school en een vriend van John Keats.

## Leven en werk

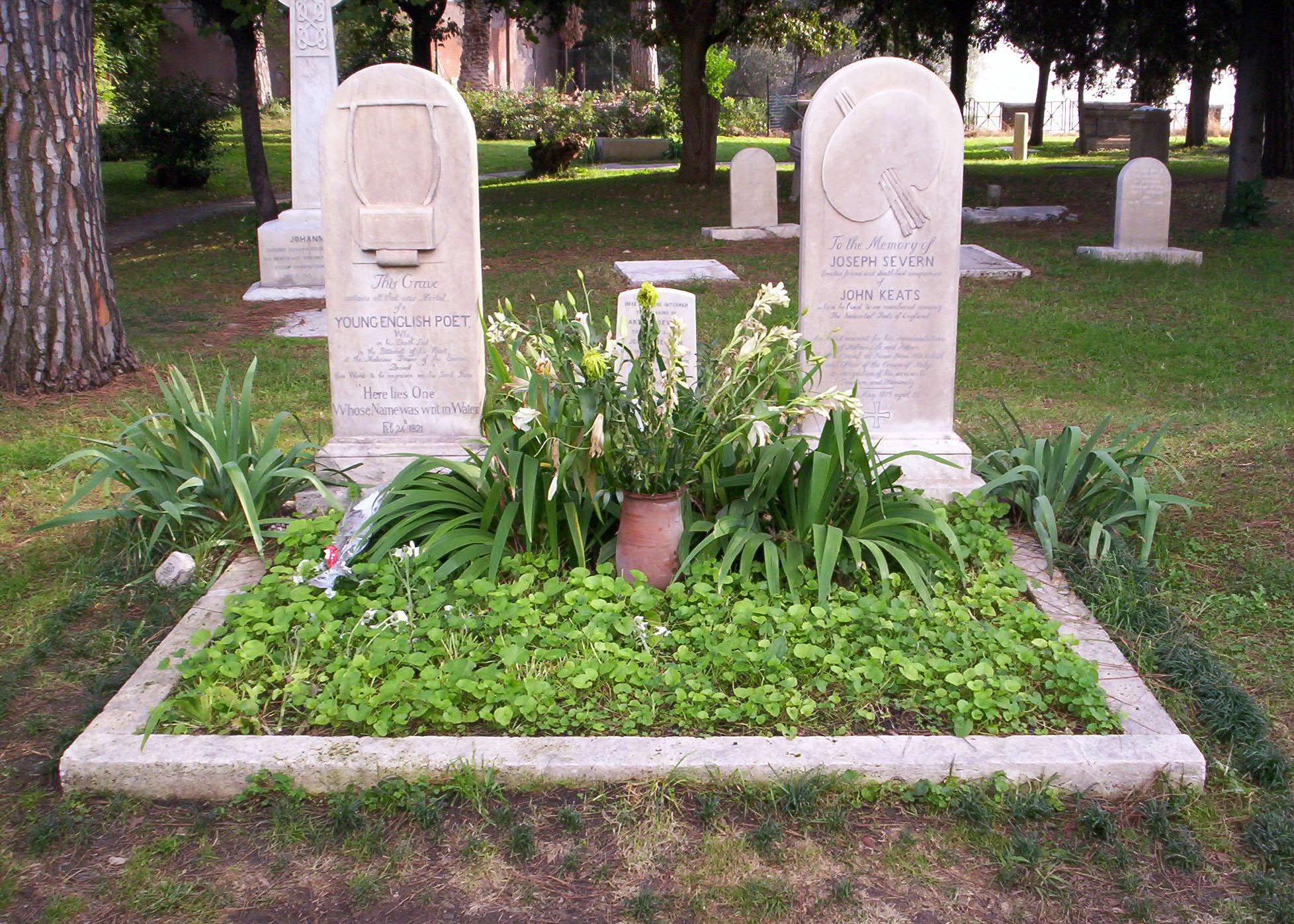
Links graf van Keats, rechts van Severn

Severn was de zoon van een muziekleraar en ging op zijn veertiende in de leer bij een graveur. In 1815 begon hij een studie aan de Royal Academy of Arts in Londen, waar hij John Keats leerde kennen. In 1819 stelde hij zijn eerste werk tentoon: Hermia and Helena, naar een motief van Shakespeare. Nadat hij in 1820 een studiebeurs won reisde hij, op uitnodiging van Percy Bysshe Shelley, met de aan tbc leidende Keats naar Rome. Hij zou Keats daar verplegen tot aan diens dood in 1821, in het huidige Keats-Shelley huis, bij de Spaanse Trappen.
Na de dood van Keats bleef Severn nog tot 1841 in Rome wonen en schilderde vooral landschappen, alsook historische en religieuze taferelen, in een romantische stijl. Toen hij in 1841 naar Engeland terugkeerde legde hij zich vooral toe op de portretschilderkunst, vooral ook omdat dit financieel beter loonde.
Nadat Severn in 1861 was benoemd tot Brits consul in Italië keerde hij terug naar Rome. Na zijn pensionering als consul, in 1872, bleef hij er vervolgens wonen. Hij overleed in 1879 en werd begraven op het Protestants kerkhof van Rome, direct naast John Keats. Shelley ligt op dezelfde begraafplaats begraven.
Werk van Severn is te bezichtigen in de National Portrait Gallery, het Victoria and Albert Museum en Tate Britain, te Londen.

## Galerij

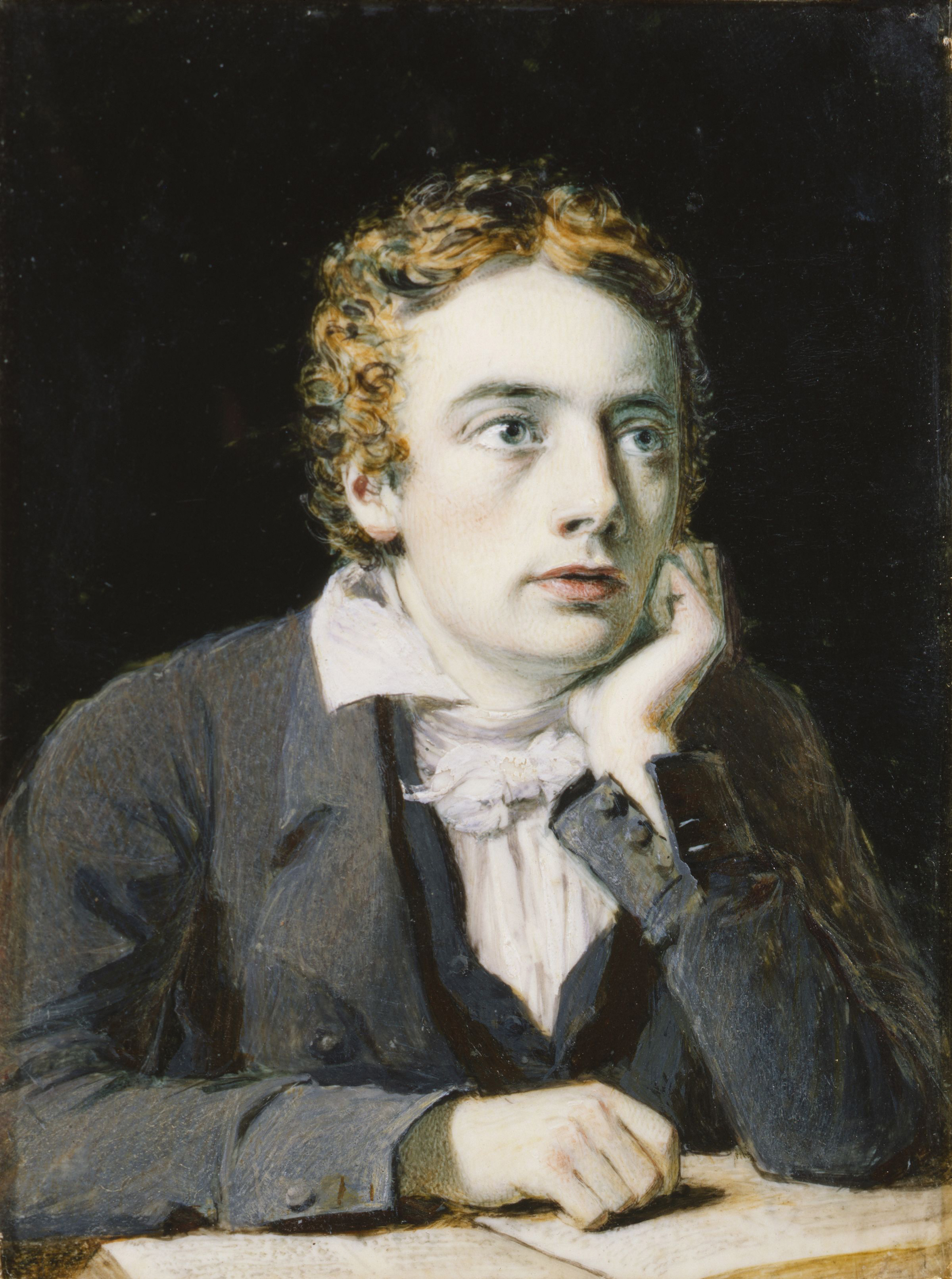
Portret van John Keats, 1819, National Portrait Gallery, Londen
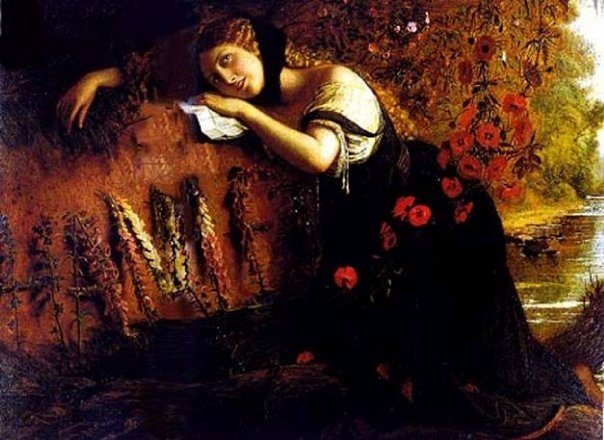
Ophelia, 1831
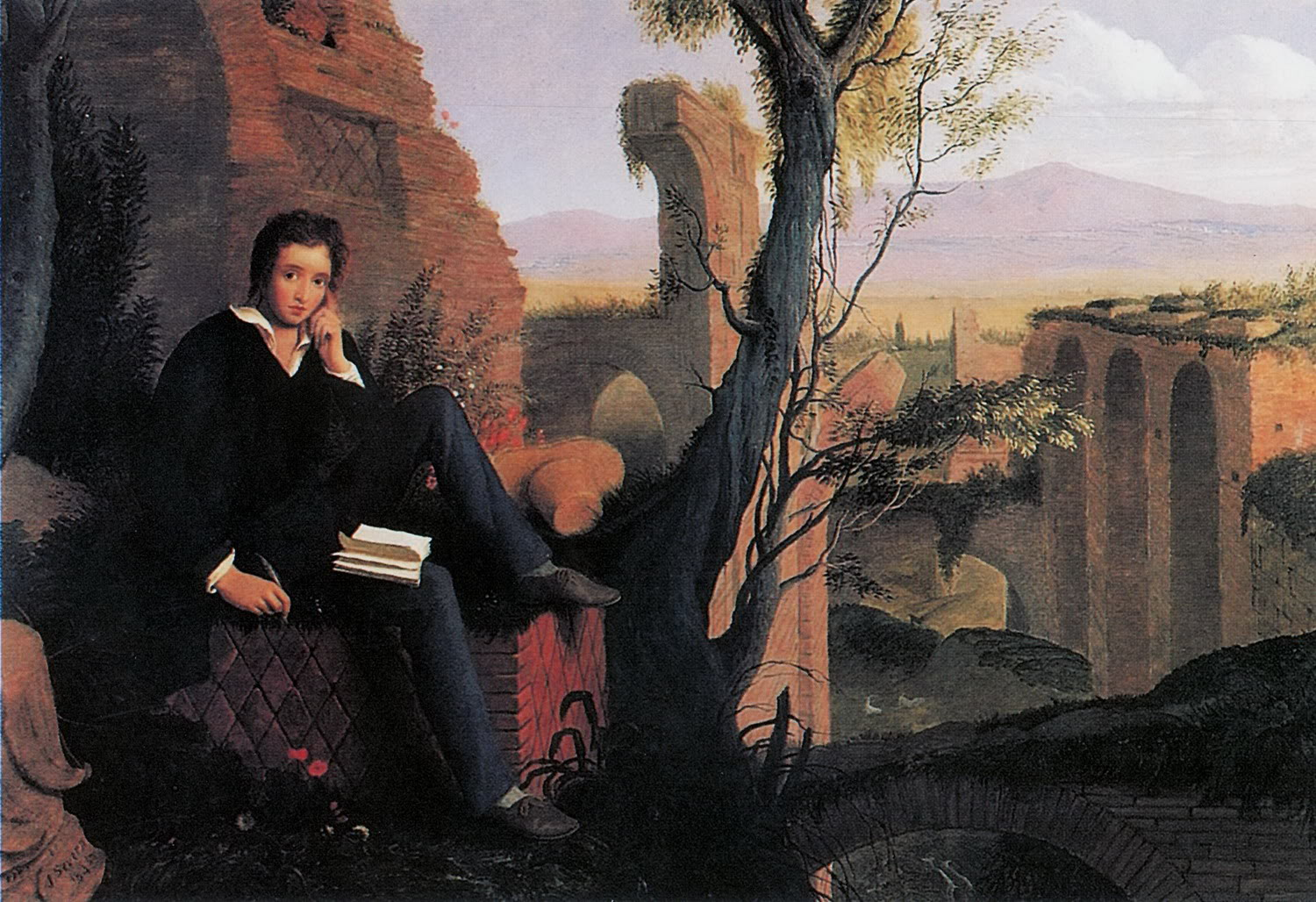
Postuum portret van Shelley die Prometheus Unbound schrijft, 1845, Keats-Shelley Huis, Rome
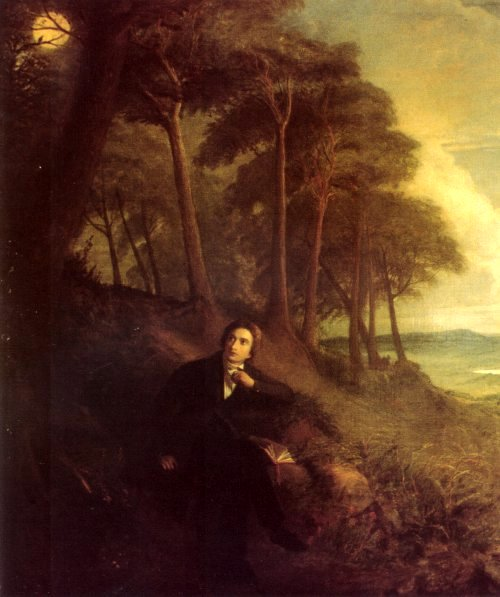
Portret van Keats, luisterend naar een nachtegaal op Hampstead Heath, ca. 1845